# 守屋陽一
守屋 陽一（もりや よういち、1930年 - 1999年）は、日本の翻訳家、英米文学者、株式評論家。
東京生まれ。慶應義塾大学英文科卒業。
オスカー・ワイルド、ロバート・ルイス・スティーヴンソン、サマセット・モーム、F・スコット・フィッツジェラルドなどを翻訳していたが、50歳を過ぎてから株式投資の入門書を多く書き、一方ライマン・フランク・ボームの「オズの魔法使い」シリーズを訳した。

## 翻訳
- 『幸福な王子』（オスカー・ワイルド、角川文庫） 1950
- 『柘榴の家』（ワイルド、角川文庫） 1951
- 『水車小屋のウイル』（スティーヴンソン、角川文庫） 1958
- 『伝記物語』（ホーソン、角川文庫） 1959
- 『緑の館 熱帯林のロマンス』（W・H・ハドスン、角川文庫） 1959
- 『サマセット・モーム あるがままの肖像』（カール・G・プフアィファー、紀伊国屋書店） 1959
- 『毒殺魔』（ディクスン・カー、創元推理文庫） 1960
- 『人間の絆』第1 - 第4（サマセット・モーム、角川文庫） 1961 - 1966
- 『幽霊の2/3』（ヘレン・マクロイ、創元推理文庫） 1962
- 『皇帝のかぎ煙草入れ』（ディクスン・カー、角川文庫） 1963
- 『矢の家』（A・E・W・メイスン、角川文庫） 1965
- 『若い人々のために 恋愛と結婚について』（スティーヴンソン、旺文社文庫） 1966
- 『林檎の木 / 小春日和』（ゴールズワージー、旺文社文庫） 1968、のち集英社文庫
- 『華麗なるギャツビー』（フィッツジェラルド、旺文社文庫） 1978
- 『雨の朝パリに死す』（フィッツジェラルド、旺文社文庫） 1979

### 「オズの魔法使い」シリーズ
- 『オズの魔法使い』（バウム、ポプラ社文庫） 1980
- 『オズの魔法使いと虹の国』（バウム、ポプラ社文庫） 1985
- 『オズの魔法使いとオズマ姫』（バウム、ポプラ社文庫） 1986
- 『オズの魔法使いとエメラルドの都』（バウム、ポプラ社文庫） 1987
- 『オズの魔法使いとグロリア姫』（バウム、ポプラ社文庫） 1988
- 『オズの魔法使いとふしぎな事件』（バウム、ポプラ社文庫） 1995

## 著書
- 『株は投機しかない 波乱相場を勝ち抜く法』（徳間書店） 1980
- 『株式相場の極意 投機時代の株の兵法』（東洋経済新報社） 1981
- 『愛ほど危険なものはない 知的女性のための新恋愛論』（主婦と生活社） 1981
- 『株ほど儲かるものはない 新時代の実戦株式戦略』（東洋経済新報社） 1982
- 『「入門」株の基本と儲け方』（ダイヤモンド社） 1983
- 『「極意」儲かる株の見つけ方』（講談社、オレンジバックス） 1983
- 『先端技術時代にどの株をねらうか 今、株で儲ける10のポイント』（日本工業新聞社） 1983
- 『初心者のための株式投資入門』（ダイヤモンド社） 1984
- 『定年に備える株式運用学 株と金融商品で豊かな老後を』（時事通信社） 1985
- 『入門・女性のための株式教室』（毎日新聞社） 1985
- 『大儲け株式名言格言集 株売り、買い、休め! これぞ実戦・投機の秘訣です!』（自由国民社） 1985
- 『初心者のための株式記事の読み方』（ダイヤモンド社） 1993